# العلاقات الأسترالية الباكستانية
العلاقات الأسترالية الباكستانية هي العلاقات الثنائية التي تجمع بين أستراليا وباكستان.

## مقارنة بين البلدين
هذه مقارنة عامة ومرجعية للدولتين:
| وجه المقارنة                                              | أستراليا                                   | باكستان                     |
| --------------------------------------------------------- | ------------------------------------------ | --------------------------- |
| المساحة (كم2)                                             | 7.69 مليون                                 | 881.91 ألف                  |
| عدد السكان (نسمة)                                         | 24.51 مليون                                | 197.02 مليون                |
| الكثافة السكانية (ن./كم²)                                 | 3.19                                       | 223.4                       |
| العاصمة                                                   | كانبرا، ملبورن                             | إسلام آباد                  |
| اللغة الرسمية                                             | لغة إنجليزية                               | لغة إنجليزية، اللغة الأردية |
| العملة                                                    | دولار أسترالي، جنيه إسترليني، جنيه أسترالي | روبية باكستانية             |
| الناتج المحلي الإجمالي (بليون دولار)                      | 1.32 تريليون                               | 304.95 مليار                |
| الناتج المحلي الإجمالي (تعادل القوة الشرائية) بليون دولار | 1.10 تريليون                               | 946.67 مليار                |
| الناتج المحلي الإجمالي الاسمي للفرد دولار أمريكي          | 56.31 ألف                                  | 1.43 ألف                    |
| الناتج المحلي الإجمالي للفرد دولار أمريكي                 | 45.92 ألف                                  | 4.81 ألف                    |
| مؤشر التنمية البشرية                                      | 0.939                                      | 0.538                       |
| رمز المكالمات الدولي                                      | +61                                        | +92                         |
| رمز الإنترنت                                              | .au                                        | .pk                         |
| المنطقة الزمنية                                           |                                            | ت ع م+05:00                 |

## مدن متوأمة
في ما يلي قائمة باتفاقيات التوأمة بين مدن أسترالية وباكستانية:
- ترتبط سيدني مع إسلام آباد باتفاقية توأمة منذ 16 سبتمبر 1980.[22]

## منظمات دولية مشتركة
يشترك البلدان في عضوية مجموعة من المنظمات الدولية، منها:
| علم المنظمة | اسم المنظمة                               | تاريخ انضمام أستراليا | تاريخ انضمام باكستان |
| ----------- | ----------------------------------------- | --------------------- | -------------------- |
|             | منتدى آسيان الإقليمي ‏                     | ?                     | ?                    |
|             | البنك الدولي للإنشاء والتعمير             | 5 أغسطس 1947          | 11 يوليو 1950        |
|             | بنك التنمية الآسيوي                       | 1966                  | 1966                 |
|             | يونسكو                                    | 4 نوفمبر 1946         | 14 سبتمبر 1949       |
|             | سياتو                                     | ?                     | ?                    |
|             | الاتحاد البريدي العالمي                   | ?                     | ?                    |
|             | منظمة الشرطة الجنائية الدولية             | ?                     | ?                    |
|             | الأمم المتحدة                             | 1 نوفمبر 1945         | 30 سبتمبر 1947       |
|             | المنظمة الهيدروغرافية الدولية             | ?                     | ?                    |
|             | منظمة التجارة العالمية                    | ?                     | ?                    |
|             | وكالة ضمان الاستثمار متعدد الأطراف        | 10 فبراير 1999        | 12 أبريل 1988        |
|             | دول الكومنولث                             | ?                     | ?                    |
|             | الاتحاد الدولي للاتصالات                  | 27 مايو 1878          | 26 أغسطس 1947        |
|             | مؤسسة التمويل الدولية                     | 20 يوليو 1956         | 20 يوليو 1956        |
|             | الفريق المعني برصد الأرض                  | ?                     | ?                    |
|             | منظمة حظر الأسلحة الكيميائية              | ?                     | ?                    |
|             | المركز الدولي لتسوية المنازعات الاستشارية | 1 يونيو 1991          | 15 أكتوبر 1966       |

## أعلام
هذه قائمة لبعض الشخصيات التي تربطها علاقات بالبلدين:
- سارا أحمد (30 أغسطس 1969 – )
- شانينا شايك (عارضة أسترالية، 11 فبراير 1991 – )

## وصلات خارجية
- موقع وزارة الخارجية الأسترالية
- موقع وزارة الخارجية الباكستانية